# Dušan Masár
Dušan Masár (4. června 1962 Teplice) je bývalý československý zápasník – klasik, účastník olympijských her v roce 1988.

## Sportovní kariéra
Zápasení se věnoval od 11 let v školním kroužku (pionýr) v Dubí pod vedením Miroslava Minaříka. Jako talentovaný sportovec záhy přešel do nedalekého zápasnického oddílu TJ Sklo Union v Teplicích, kde se ho ujal trenér Rudolf Stupka a později ligový trenér Vladimír Kochman. Na vojnu narukoval v roce 1980 do Trenčína, kde mu po skončení povinné vojenské služby nabídly podmínky pro vrcholovou přípravu.
Do užšího výběru československé reprezentace v klasickém stylu se dostal v roce 1985 s novým trenérem Miroslavem Janotou. Janota ho přesvědčil, aby přestoupil z kategorie od 90 kg, do vyšší těžké váhy do 100 kg. Hned při svém prvním startu na dubnovém mistrovství Evropy v Lipsku vybojoval třetí místo, když porazil chorvatského Jugoslávce Emila Traubera za tři minuty na lopatky. V roce 1986 ho trápily problémy s kotníkem. Na mistrovství Evropy ve finském Tampere si utrhl bicepsový sval na ruce. V olympijském roce 1988 podstoupil operaci kolene a přišel o mistrovství Evropy v norském Oslu (Kolbotnu). Tyto zdravotní komplikace se podepsaly na jeho výkonu na zářijových olympijských hrách v Soulu, kde vypadl v základní skupině po dvou porážkách s srbsko-maďarským Jugoslávcem Jožefem Terteiem a Rumunem Vasile Andreiem.
Mezi světovou špičku těžké váhy se vrátil v roce 1989. Na srpnovém mistrovství světa ve švýcarském Martigny porazil ve skupině olympijského vítěze Andrzeje Wrońského 4:0 na technické body a ze druhého místa postoupil do souboje o třetí místo proti běloruskému Sovětu Anatoliji Fedorenkovi. S Fedorenkem prohrál 0:3 na technické body a obsadil 4. místo. V roce 1990 na mistrovství světa v Římě (Ostii) prohrál v rozhodujícím zápase o vítězství ve skupině s Maďarem Sándorem Majorem diskvalifikací (za pasivitu) a ze druhého místa postoupili do souboje o třetí místo proti chorvatskému Jugoslávci Stipe Damjanovićovi. Souboj s Damjanovićem rozhodl minutu a půl před koncem tříbodovým hodem a obsadil 3. místo. V roce 1992 doplatil na neúčast na závěrečném červencovém soustředění reprezentace v Žinkovech na Plzeňsku. Ze soustředění se omluvil kvůli účasti na turnaji v Maďarsku a přišel o start na olympijských hrách v Barceloně. Po skončení sportovní kariéry se věnoval krátce trenérské práci. Žije v Bratislavě, kde pracuje ve strojírenské firmě.

### Výsledky v zápasu řecko-římském
| Turnaj             | 1985 | 1986 | 1987 | 1988 | 1989 | 1990 | 1991 | 1992 |
| Turnaj             | 23   | 24   | 25   | 26   | 27   | 28   | 29   | 30   |
| Turnaj             | –100 | –100 | –100 | –100 | –100 | –100 | –100 | –100 |
| ------------------ | ---- | ---- | ---- | ---- | ---- | ---- | ---- | ---- |
| Olympijské hry     |      |      |      | úč.  |      |      |      | —    |
| Mistrovství světa  | 7.   | —    | —    |      | 4.   | 3.   | úč.  |      |
| Mistrovství Evropy | 3.   | 4.   | úč.  | —    | —    | úč.  | 7.   | úč.  |